# Maestro de Miraflores

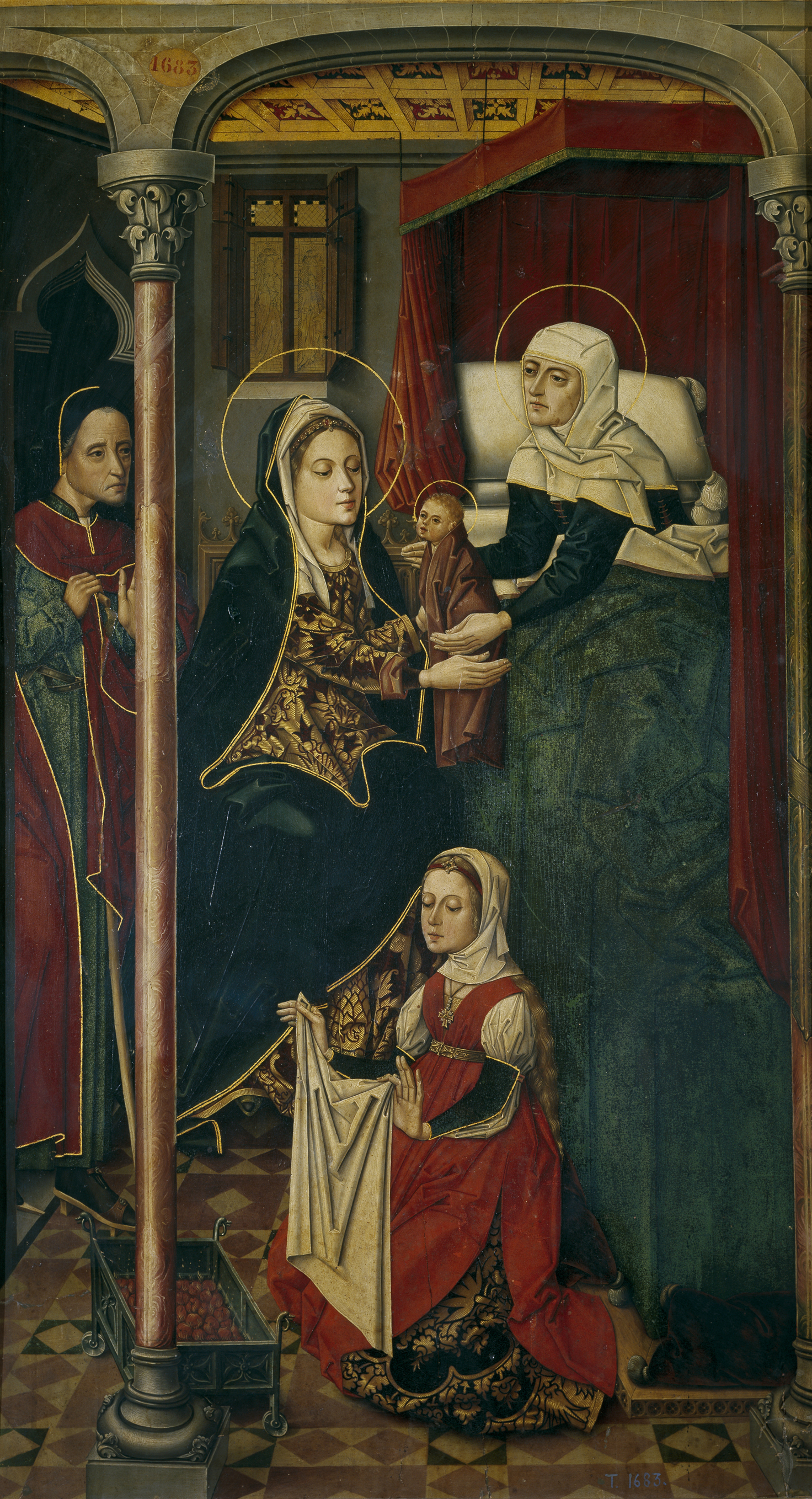
El nacimiento de San Juan Bautista, técnica mixta sobre tabla, 90 x 55 cm, Madrid, Museo del Prado.

Maestro de Miraflores (fl. 1480-1500) fue un pintor gótico hispanoflamenco activo en Castilla.
Debe su nombre a las seis tablas de la vida de san Juan Bautista propiedad del Museo del Prado procedentes de un antiguo retablo de la Cartuja de Miraflores de donde pasaron al Museo de la Trinidad. Tras descartarse la autoría de un supuesto Juan Flamenco, que no sería distinto de Juan de Flandes, se considera a su autor maestro castellano activo principalmente en Burgos y Segovia. Compartiendo las características de lo que se considera estilo hispanoflamenco, el alargamiento de las figuras y el ensimismamiento de los rostros melancólicos, unido a cierto esquematismo en las composiciones, acercan estas tablas a la pintura de Dirk Bouts.
Para José Gudiol, el autor de las tablas de Miraflores sería el mismo pintor de las sargas de San Jerónimo y Santa Paula procedentes del Monasterio del Parral (Museo de Segovia), razón por la que le dio el nombre de Maestro de Segovia antes de que Enrique Lafuente Ferrari se refiriese al autor de las tablas del Prado como Maestro de Miraflores. Al mismo pintor, diversamente llamado, correspondería un reducido número de obras, de entre las que se podrían destacar una tabla con Santiago entronizado procedente también del Monasterio del Parral que se conserva en el Museo de Pontevedra (depósito del Museo del Prado) y un San Jerónimo en su estudio del Museo Lázaro Galdiano y posiblemente del mismo origen. Además, se le ha atribuido recientemente la tabla de la Virgen de los Reyes Católicos del Museo del Prado, de difícil adscripción.